# Final de la Copa del Rey de fútbol 2016-17
La Final de la Copa del Rey de fútbol 2016-17 fue la 113.ª edición de la definición del torneo y se disputó el 27 de mayo de 2017 en el Estadio Vicente Calderón (Madrid). Los equipos que jugaron la final fueron el F. C. Barcelona, que jugó su cuarta final consecutiva, y el Deportivo Alavés en una final inédita hasta la fecha. Es la primera vez que el Deportivo Alavés accede a la final del torneo. La condición de local se otorgó al club de mayor antigüedad, en su caso fue el F. C. Barcelona.
Fue el último partido oficial disputado en el Estadio Vicente Calderón antes de su demolición, prevista para 2018, y que fue reemplazado por el Wanda Metropolitano.

## Pre-partido
El F. C. Barcelona ha disputado 38 finales de la Copa del Rey coronándose como campeón en 28 ocasiones, récord absoluto de la competición. Además son los defensores del título, ya que ganaron en la prórroga la pasada edición por 2 – 0 ante el Sevilla F. C., en el estadio Vicente Calderón (Madrid).
Por lo que refiere al Deportivo Alavés, cabe destacar que es su segunda gran final en toda la historia del club. La primera fue la final de la Copa de la UEFA en 2001, donde cayeron por 5 – 4 ante el Liverpool F. C. en la prórroga.

### Bajas para el partido
Tanto Sergi Roberto como Luis Suárez fueron expulsados por doble amarilla en la vuelta de las semifinales ante el Atlético Madrid, y por eso no jugaron la final.

## Camino a la final
| F. C. Barcelona            | F. C. Barcelona         | F. C. Barcelona         | Eliminatoria           | Deportivo Alavés             | Deportivo Alavés             | Deportivo Alavés             |
| -------------------------- | ----------------------- | ----------------------- | ---------------------- | ---------------------------- | ---------------------------- | ---------------------------- |
| Rival                      | Resultado               | Resultado               | Fase final             | Rival                        | Resultado                    | Resultado                    |
| Hércules de Alicante C. F. |                         | 1 – 1 (Ida)             | Dieciseisavos de final | Gimnàstic de Tarragona       |                              | 0 – 3 (Ida)                  |
| Hércules de Alicante C. F. |                         | 7 – 0 (Vuelta)          | Dieciseisavos de final | Gimnàstic de Tarragona       |                              | 3 – 0 (Vuelta)               |
| Resultado global: 8 – 1    | Resultado global: 8 – 1 | Resultado global: 8 – 1 | Dieciseisavos de final | Resultado global: 6 – 0      | Resultado global: 6 – 0      | Resultado global: 6 – 0      |
| Athletic Club              |                         | 2 – 1 (Ida)             | Octavos de final       | R. C. Deportivo de La Coruña |                              | 2 – 2 (Ida)                  |
| Athletic Club              |                         | 3 – 1 (Vuelta)          | Octavos de final       | R. C. Deportivo de La Coruña |                              | 1 – 1 (Vuelta)               |
| Resultado global: 4 – 3    | Resultado global: 4 – 3 | Resultado global: 4 – 3 | Octavos de final       | Resultado global: 3 – 3 (v.) | Resultado global: 3 – 3 (v.) | Resultado global: 3 – 3 (v.) |
| Real Sociedad              |                         | 0 – 1 (Ida)             | Cuartos de final       | AD Alcorcón                  |                              | 0 – 2 (Ida)                  |
| Real Sociedad              |                         | 5 – 2 (Vuelta)          | Cuartos de final       | AD Alcorcón                  |                              | 0 – 0 (Vuelta)               |
| Resultado global: 6 – 2    | Resultado global: 6 – 2 | Resultado global: 6 – 2 | Cuartos de final       | Resultado global: 2 – 0      | Resultado global: 2 – 0      | Resultado global: 2 – 0      |
| Atlético de Madrid         |                         | 1 – 2 (Ida)             | Semifinales            | Celta de Vigo                |                              | 0 – 0 (Ida)                  |
| Atlético de Madrid         |                         | 1 – 1 (Vuelta)          | Semifinales            | Celta de Vigo                |                              | 1 – 0 (Vuelta)               |
| Resultado global: 3 – 2    | Resultado global: 3 – 2 | Resultado global: 3 – 2 | Semifinales            | Resultado global: 1 – 0      | Resultado global: 1 – 0      | Resultado global: 1 – 0      |

## Partido
| 13    | POR   | Jasper Cillessen  |     |
| 23    | DEF   | Samuel Umtiti     |     |
| 3     | DEF   | Gerard Piqué      |     |
| 14    | DEF   | Javier Mascherano | 11' |
| 18    | DEF   | Jordi Alba        |     |
| 4     | MED   | Ivan Rakitić      | 83' |
| 5     | MED   | Sergio Busquets   |     |
| 8     | MED   | Andrés Iniesta    |     |
| 10    | DEL   | Lionel Messi      |     |
| 17    | DEL   | Paco Alcácer      |     |
| 11    | DEL   | Neymar            |     |
| D. T. | D. T. | Luis Enrique      |     |

| 1     | POR   | Fernando Pacheco    |     |
| 15    | DEF   | Theo Hernández      | 79' |
| 24    | DEF   | Zouhair Feddal      |     |
| 2     | DEF   | Rodrigo Ely         |     |
| 22    | DEF   | Carlos Vigaray      |     |
| 21    | DEF   | Kiko Femenía        |     |
| 11    | MED   | Ibai Gómez          | 60' |
| 19    | MED   | Manu García         |     |
| 6     | MED   | Marcos Llorente     |     |
| 17    | MED   | Édgar Méndez        | 59' |
| 20    | DEL   | Deyverson Silva     |     |
| D. T. | D. T. | Mauricio Pellegrino |     |

| 21 | MED | André Gomes | 11' |
| 22 | DEF | Aleix Vidal | 83' |

| 8  | MED | Víctor Camarasa | 59' |
| 7  | DEL | Rubén Sobrino   | 60' |
| 10 | MED | Óscar Romero    | 79' |

| 30' · 45' · 45'+3' | Lionel Messi Neymar Paco Alcácer | 1:0 2:1 3:1 |

| 33' | Theo Hernández | 1:1 |

| 42' · 76' · 76' | Samuel Umtiti Lionel Messi Andrés Iniesta |

| 16' · 39' · 49' · 76' · 88' | Édgar Méndez Manu García Rodrigo Ely Rubén Sobrino Deyverson Silva |

| Principal  | Carlos Clos Gómez   |
| Asistentes | Cabañero Martínez   |
|            | Barbero Sevilla     |
| Cuarto     | Hernández Hernández |
| Quinto     | Sobrino Magán       |

|                    |       |       |
| Tiros              | 16    | 15    |
| Tiros a puerta     | 7     | 2     |
| Faltas             | 8     | 15    |
| Saques de esquina  | 8     | 6     |
| Penaltis           | 0     | 0     |
| Fueras de juego    | 1     | 1     |
| Posesión del balón | 72,5% | 27,5% |

| Alineación inicial |

| 13    | POR   | Jasper Cillessen  |     |
| 23    | DEF   | Samuel Umtiti     |     |
| 3     | DEF   | Gerard Piqué      |     |
| 14    | DEF   | Javier Mascherano | 11' |
| 18    | DEF   | Jordi Alba        |     |
| 4     | MED   | Ivan Rakitić      | 83' |
| 5     | MED   | Sergio Busquets   |     |
| 8     | MED   | Andrés Iniesta    |     |
| 10    | DEL   | Lionel Messi      |     |
| 17    | DEL   | Paco Alcácer      |     |
| 11    | DEL   | Neymar            |     |
| D. T. | D. T. | Luis Enrique      |     |

| 1     | POR   | Fernando Pacheco    |     |
| 15    | DEF   | Theo Hernández      | 79' |
| 24    | DEF   | Zouhair Feddal      |     |
| 2     | DEF   | Rodrigo Ely         |     |
| 22    | DEF   | Carlos Vigaray      |     |
| 21    | DEF   | Kiko Femenía        |     |
| 11    | MED   | Ibai Gómez          | 60' |
| 19    | MED   | Manu García         |     |
| 6     | MED   | Marcos Llorente     |     |
| 17    | MED   | Édgar Méndez        | 59' |
| 20    | DEL   | Deyverson Silva     |     |
| D. T. | D. T. | Mauricio Pellegrino |     |

| 21 | MED | André Gomes | 11' |
| 22 | DEF | Aleix Vidal | 83' |

| 8  | MED | Víctor Camarasa | 59' |
| 7  | DEL | Rubén Sobrino   | 60' |
| 10 | MED | Óscar Romero    | 79' |

| 30' · 45' · 45'+3' | Lionel Messi Neymar Paco Alcácer | 1:0 2:1 3:1 |

| 33' | Theo Hernández | 1:1 |

| 42' · 76' · 76' | Samuel Umtiti Lionel Messi Andrés Iniesta |

| 16' · 39' · 49' · 76' · 88' | Édgar Méndez Manu García Rodrigo Ely Rubén Sobrino Deyverson Silva |

| Principal  | Carlos Clos Gómez   |
| Asistentes | Cabañero Martínez   |
|            | Barbero Sevilla     |
| Cuarto     | Hernández Hernández |
| Quinto     | Sobrino Magán       |

|                    |       |       |
| Tiros              | 16    | 15    |
| Tiros a puerta     | 7     | 2     |
| Faltas             | 8     | 15    |
| Saques de esquina  | 8     | 6     |
| Penaltis           | 0     | 0     |
| Fueras de juego    | 1     | 1     |
| Posesión del balón | 72,5% | 27,5% |

| Alineación inicial |

| 13    | POR   | Jasper Cillessen  |     |
| 23    | DEF   | Samuel Umtiti     |     |
| 3     | DEF   | Gerard Piqué      |     |
| 14    | DEF   | Javier Mascherano | 11' |
| 18    | DEF   | Jordi Alba        |     |
| 4     | MED   | Ivan Rakitić      | 83' |
| 5     | MED   | Sergio Busquets   |     |
| 8     | MED   | Andrés Iniesta    |     |
| 10    | DEL   | Lionel Messi      |     |
| 17    | DEL   | Paco Alcácer      |     |
| 11    | DEL   | Neymar            |     |
| D. T. | D. T. | Luis Enrique      |     |

| 1     | POR   | Fernando Pacheco    |     |
| 15    | DEF   | Theo Hernández      | 79' |
| 24    | DEF   | Zouhair Feddal      |     |
| 2     | DEF   | Rodrigo Ely         |     |
| 22    | DEF   | Carlos Vigaray      |     |
| 21    | DEF   | Kiko Femenía        |     |
| 11    | MED   | Ibai Gómez          | 60' |
| 19    | MED   | Manu García         |     |
| 6     | MED   | Marcos Llorente     |     |
| 17    | MED   | Édgar Méndez        | 59' |
| 20    | DEL   | Deyverson Silva     |     |
| D. T. | D. T. | Mauricio Pellegrino |     |

| 21 | MED | André Gomes | 11' |
| 22 | DEF | Aleix Vidal | 83' |

| 8  | MED | Víctor Camarasa | 59' |
| 7  | DEL | Rubén Sobrino   | 60' |
| 10 | MED | Óscar Romero    | 79' |

| 30' · 45' · 45'+3' | Lionel Messi Neymar Paco Alcácer | 1:0 2:1 3:1 |

| 33' | Theo Hernández | 1:1 |

| 42' · 76' · 76' | Samuel Umtiti Lionel Messi Andrés Iniesta |

| 16' · 39' · 49' · 76' · 88' | Édgar Méndez Manu García Rodrigo Ely Rubén Sobrino Deyverson Silva |

| Principal  | Carlos Clos Gómez   |
| Asistentes | Cabañero Martínez   |
|            | Barbero Sevilla     |
| Cuarto     | Hernández Hernández |
| Quinto     | Sobrino Magán       |

|                    |       |       |
| Tiros              | 16    | 15    |
| Tiros a puerta     | 7     | 2     |
| Faltas             | 8     | 15    |
| Saques de esquina  | 8     | 6     |
| Penaltis           | 0     | 0     |
| Fueras de juego    | 1     | 1     |
| Posesión del balón | 72,5% | 27,5% |

| Alineación inicial |

| 13    | POR   | Jasper Cillessen  |     |
| 23    | DEF   | Samuel Umtiti     |     |
| 3     | DEF   | Gerard Piqué      |     |
| 14    | DEF   | Javier Mascherano | 11' |
| 18    | DEF   | Jordi Alba        |     |
| 4     | MED   | Ivan Rakitić      | 83' |
| 5     | MED   | Sergio Busquets   |     |
| 8     | MED   | Andrés Iniesta    |     |
| 10    | DEL   | Lionel Messi      |     |
| 17    | DEL   | Paco Alcácer      |     |
| 11    | DEL   | Neymar            |     |
| D. T. | D. T. | Luis Enrique      |     |

| 1     | POR   | Fernando Pacheco    |     |
| 15    | DEF   | Theo Hernández      | 79' |
| 24    | DEF   | Zouhair Feddal      |     |
| 2     | DEF   | Rodrigo Ely         |     |
| 22    | DEF   | Carlos Vigaray      |     |
| 21    | DEF   | Kiko Femenía        |     |
| 11    | MED   | Ibai Gómez          | 60' |
| 19    | MED   | Manu García         |     |
| 6     | MED   | Marcos Llorente     |     |
| 17    | MED   | Édgar Méndez        | 59' |
| 20    | DEL   | Deyverson Silva     |     |
| D. T. | D. T. | Mauricio Pellegrino |     |

| 21 | MED | André Gomes | 11' |
| 22 | DEF | Aleix Vidal | 83' |

| 8  | MED | Víctor Camarasa | 59' |
| 7  | DEL | Rubén Sobrino   | 60' |
| 10 | MED | Óscar Romero    | 79' |

| 30' · 45' · 45'+3' | Lionel Messi Neymar Paco Alcácer | 1:0 2:1 3:1 |

| 33' | Theo Hernández | 1:1 |

| 42' · 76' · 76' | Samuel Umtiti Lionel Messi Andrés Iniesta |

| 16' · 39' · 49' · 76' · 88' | Édgar Méndez Manu García Rodrigo Ely Rubén Sobrino Deyverson Silva |

| Principal  | Carlos Clos Gómez   |
| Asistentes | Cabañero Martínez   |
|            | Barbero Sevilla     |
| Cuarto     | Hernández Hernández |
| Quinto     | Sobrino Magán       |

|                    |       |       |
| Tiros              | 16    | 15    |
| Tiros a puerta     | 7     | 2     |
| Faltas             | 8     | 15    |
| Saques de esquina  | 8     | 6     |
| Penaltis           | 0     | 0     |
| Fueras de juego    | 1     | 1     |
| Posesión del balón | 72,5% | 27,5% |

| Alineación inicial |

|                     |
| Bandera de Cataluña |
| Campeón             |
| FC Barcelona        |
| 29.º título         |